# La Symphonie du printemps
Pour plus de détails, voir Fiche technique et Distribution.
La Symphonie du printemps (Frühlingssinfonie) est un film allemand réalisé par Peter Schamoni, sorti en 1983.
Ce film biographique sur Clara et Robert Schumann a comme titre le surnom de la Symphonie nº 1 de Schumann.

## Synopsis
Clara Wieck vit avec son père Friedrich Wieck, professeur de piano, à Leipzig. Il est convaincu de son talent au piano et fait tout son possible pour révéler sa fille. Inlassablement il oblige l'enfant prodige à des répétitions et des concerts. En voyant la réussite de la jeune fille et donc des méthodes du père, d'autres jeunes pianistes sont séduits. Le jeune pianiste et compositeur Robert Schumann est un élève de Wieck. Clara est âgée de 11 ans, Robert en a 20. Des années plus tard, Clara tombe amoureuse de Robert, compositeur talentueux mais sans succès. Le père Wieck s'oppose à leur union et envoie sa fille à Dresde prendre des cours de chant pour les séparer. Le jeune couple n'abandonne pas. Robert retrouve Clara, ils décident de se marier. Cependant, ils ont besoin de l'accord du père de la jeune fille. Ils lui intentent un procès devant un tribunal de Leipzig qu'ils remportent. Cela aboutit à la rupture entre le père et la fille, entre le professeur et l'élève.

## Fiche technique
Sauf indication contraire, les informations mentionnées dans cette section peuvent être confirmées par la base de données cinématographiques IMDb,  présente dans la section « Liens externes ».
- Titre français : La Symphonie du printemps ou Symphonie de printemps[1],[2]
- Titre original : Frühlingssinfonie
- Réalisation : Peter Schamoni assisté de Harald Fischer et de Gunter Krää (de)
- Scénario : Peter Schamoni, Hans Neunzig
- Musique : Robert Schumann, Felix Mendelssohn
- Direction artistique : Alfred Hirschmeier
- Costumes : Christiane Dorst, Elisabeth Schewe
- Photographie : Gerard Vandenberg (de)
- Son : Gérard Rueff
- Montage : Elfi Tillack
- Production : Peter Schamoni
- Sociétés de production : Berliner Filmförderung
- Société de distribution : Warner-Columbia Filmverleih GmbH
- Pays de production :  Allemagne de l'Ouest
- Langue : allemand
- Format : Couleurs - 1,33:1 - Mono - 35 mm
- Genre : biographie
- Durée : 103 minutes
- Dates de sortie :
  - Allemagne : 8 avril 1983.
  - États-Unis : 27 juin 1986.

## Distribution
- Nastassja Kinski : Clara Wieck
- Rolf Hoppe : Friedrich Wieck
- Herbert Grönemeyer : Robert Schumann
- Anja-Christine Preussler : Clara Wieck, enfant
- Edda Seippel (de) : La mère de Schumann
- André F. Heller : Felix Mendelssohn Bartholdy
- Gidon Kremer : Niccolò Paganini
- Inge Marschall (de) : Clemenza Wieck
- Bernhard Wicki : Le baron von Fricken
- Gisela Rimpler : la baronne von Fricken
- Sonja Tuchmann : Ernestine von Fricken (de)
- Margit Geissler (de) : Christel
- Wolfgang Greese (de) : Le président du tribunal
- Kitty Mattern : La princesse Starnitz
- Peter Schamoni : L'éditeur Härtel
- Friedrich W. Bauschulte (de) : Le Burschenschafter
- Gerd Holtenau (de) : L'avocat
- Marie Colbin (de) : La dame de Paris
- Ursula Gerstel (de) : La dame de chambre
- Walter Martin (de) : M. von Leitgen
- Trude Brentina (de) : Mme von Leitgen
- Traute Sense (de) : Mme Bernsdorf
- Peter Pauli : Le commerçant
- Hannes Stelzer : Le secrétaire d'orchestre

## Production
Frühlingssinfonie est la première production ouest-allemande tournée en Allemagne de l'Est. Après de longues négociations politiques, le tournage peut commencer en 1982.
Peter Schamoni engage l'acteur est-allemand Rolf Hoppe, connu internationalement grâce à son rôle dans Mephisto.
Après son succès dans Das Boot, Herbert Grönemeyer obtient un autre grand rôle. Il arrête ensuite le cinéma pour sa carrière de chanteur.

## Distinction
- Deutscher Filmpreis de la meilleure actrice pour Nastassja Kinski